# Алвес, Магно
Магно Алвес де Араужу (порт.-браз. Magno Alves de Araújo; род. 13 января 1976, Апора, Баия) — бразильский футболист, нападающий бразильского клуба «Флуминенсе», привлекался в сборную Бразилии.

## Карьера
В период с 1998 по 2003 год Магно Алвес 245 раз вышел на поле в футболке «Флуминенсе» и забил 111 голов, играя на позиции центрального нападающего, победил в чемпионате штата Рио в 2002 году. Самым известным выступлением считается игра против команды «Санта Круз». В этом матче он забил 5 мячей и получил прозвище Магната.
После недолгого пребывания в Корее, Алвес подписал контракт с японской командой «Оита Тринита» из японской Джей-лиги. В 2006 году, Алвес перешёл в стан чемпионов лиги, команды «Гамба Осака», вместо ведущего нападающего Араужу, который покинул клуб по семейным обстоятельствам. В 2007 перешёл в аравийский «Аль-Иттихад», после отчисления из «Гамбы Осаки» про причине проблем с дисциплиной. Впрочем, в Саудовской Аравии Алвес быстро стал любимцем фанатов из-за отличного голевого чутья и превосходной физической формы.
В 2010 году подписал контракт с бразильским клубом «Сеара».